# Dead Heat – Tödliches Rennen
Dead Heat – Tödliches Rennen (Originaltitel: Dead Heat) ist ein kanadisch-deutsches Actiondrama von Regisseur Mark Malone aus dem Jahr 2002.

## Handlung
Pally LaMarr, ein Polizist in Boston, muss aufgrund seiner gesundheitlichen Probleme in Rente gehen. Seine Ehe kriselt. Damit er eine Beschäftigung hat, kauft sein Halbbruder Ray für ihn ein Rennpferd.
Pally und Ray bieten dem Jockey Tony LaRoche eine Beteiligung am Pferd, wenn Tony auf dem Pferd reitet. LaRoche ist ein Ex-Häftling, der seine Familie sucht. Da er Spielschulden hat, stiehlt der Mafiachef Frank Finnegan das Pferd. Pally, Ray und Tony stehlen das Pferd zurück, woraufhin sie von Finnegan verfolgt werden. Pally geht ins Krankenhaus, wo er behandelt wird. Er versöhnt sich nach der Entlassung mit seiner Frau Charlotte.

## Hintergrund
Die Dreharbeiten fanden in Victoria, British Columbia, statt. 2003 erschien der Film auf DVD.

## Kritiken
Das Lexikon des internationalen Films schrieb, der Film sei eine „[k]urzweilige Mischung aus Charakterdrama und Komödie“. Es erwähnte die „sympathische[n] Darsteller“, das „interessant[e] Milieu“ und meinte, das „dramatische Finale [hebt] den Film über das Gros des Angebots.“ Andrea Chee schrieb am 13. Mai 2003 in der Movie Gazette, die Charaktere seien interessant. Die humorvollen Szenen würden den Film unterhaltsam machen. Scott Weinberg schrieb auf efilmcritic.com, die Beziehung zwischen Pally und Charlotte sei auf eine Art gezeigt, die sie zum „Highlight“ des Films mache. Der Film sei vorhersehbar und man könne ihn vergessen, er sei jedoch weniger dumm und unterhaltsamer als zahlreiche Videofilme.

## Auszeichnungen
Kiefer Sutherland und Ross W. Clarkson wurden 2003 für DVD Exclusive Awards nominiert.